# Non Sang (huyện)
Non Sang (tiếng Thái: โนนสัง) là một huyện (amphoe) ở đông nam của Tỉnh Nongbua Lamphu, đông bắc Thái Lan.

## Địa lý
Các huyện giáp ranh (từ phía tây theo chiều kim đồng hồ) là Si Bun Rueang, Mueang Nong Bua Lamphu của Tỉnh Nongbua Lamphu, Nong Wua So của tỉnh Udon Thani, Khao Suan Kwang Ubolratana, Phu Wiang và Nong Na Kham của tỉnh Khon Kaen.

## Lịch sử
Khu vực huyện này nguyên là một tambon của huyện Nongbua Lamphu. Ngày 1 tháng 1 năm 1948, đơn vị này đã được lập thành tiểu huyện (King Amphoe), và đơn vị này đã được nâng cấp thành huyện ngày 9 tháng 6 năm 1956.

## Hành chính
Huyện này được chia thành 10 phó huyện (tambon), các đơn vị này lại được chia ra thành 104 làng (muban). Có hai thị trấn (thesaban tambon) - Non Sang nằm trên toàn bộ tambon Non Sang, Kut Du nằm trên một phần của tambon Kut Du. Có 9 Tổ chức hành chính tambon.
| STT | Tên              | Tên tiếng Thái | Số làng | Dân số |  |
| --- | ---------------- | -------------- | ------- | ------ |  |
| 1.  | Non Sang         | โนนสัง          | 15      | 8.420  |  |
| 2.  | Ban Thin         | บ้านถิ่น          | 9       | 6.390  |  |
| 3.  | Nong Ruea        | หนองเรือ        | 12      | 9.370  |  |
| 4.  | Kut Du           | กุดดู่            | 14      | 9.696  |  |
| 5.  | Ban Kho          | บ้านค้อ          | 10      | 5.108  |  |
| 6.  | Non Mueang       | โนนเมือง        | 7       | 5.392  |  |
| 7.  | Khok Yai         | โคกใหญ่         | 7       | 3.727  |  |
| 8.  | Khok Muang       | โคกม่วง         | 9       | 6.603  |  |
| 9.  | Nikhom Phatthana | นิคมพัฒนา        | 11      | 4.228  |  |
| 10. | Pang Ku          | ปางกู่           | 10      | 5.238  |  |